# Seznam sjezdů KDU-ČSL
Sjezd je podle stanov nejvyšším orgánem KDU-ČSL. Obvykle se schází co 2 roky. Sjezd svolává celostátní konference v čele s předsedou strany.
- Ustavující zemský sjezd Československé strany lidové v Čechách (5.– 6. ledna 1919, Praha)
- Ustavující zemský sjezd Československé strany lidové na Moravě (26. ledna 1919, Brno)

V letech 1919–1938 byl vrcholným shromážděním strany zemský sjezd v jednotlivých zemích, po roce 1927 i na Slovensku.
V letech 1949–1972 byla vrcholným shromážděním strany konference.
- 1. sjezd ČSL (červen 1972, Praha)
- 2. sjezd ČSL ( 29. června – 1. července 1977 Praha)
- 3. sjezd ČSL (24.–25. května 1982, Praha)
- 4. sjezd ČSL (27.–28. března 1987, Praha)
- 5. sjezd ČSL (3.–5. dubna 1990, Praha)
- Mimořádný sjezd ČSL v září 1990 (29.–30. září 1990, Žďár nad Sázavou)
- 6. sjezd ČSL (28. března 1992, Jihlava)
- 7. sjezd KDU-ČSL (30. září – 1. října 1995, Brno)
- 8. sjezd KDU-ČSL (27.–28. září 1997, Hradec Králové)
- 9. sjezd KDU-ČSL (29.–30. května 1999, České Budějovice)
- 10. sjezd KDU-ČSL (26.–27. května 2001, Jihlava)
- 11. sjezd KDU-ČSL (8.–9. listopadu 2003, Ostrava)
- 12. sjezd KDU-ČSL (12.–13. listopadu 2005, Plzeň)
- Mimořádný sjezd KDU-ČSL v prosinci 2006 (9. prosince 2006, Brno)
- 13. sjezd KDU-ČSL (19.–20. dubna 2008, Pardubice)
- Mimořádný sjezd KDU-ČSL v květnu 2009 (30.–31. května 2009, Vsetín)
- Mimořádný sjezd KDU-ČSL v listopadu 2010 (20.–21. listopadu 2010, Žďár nad Sázavou)
- 14. sjezd KDU-ČSL (1. prosince 2012, Jihlava)
- Volební sjezd KDU-ČSL v červnu 2013 (8.–9. června 2013, Olomouc)
- 15. sjezd KDU-ČSL (23.–24. května 2015 Zlín)
- 16. sjezd KDU-ČSL (27.–28. května 2017 Praha)
- 17. sjezd KDU-ČSL (29.–30. března 2019 Brno)
- Mimořádný sjezd KDU-ČSL v lednu 2020 (25. ledna 2020, Praha)
- 18. sjezd KDU-ČSL (23.–24. dubna 2022 Ostrava)
- 19. sjezd KDU-ČSL (18.–19. října 2024 Olomouc)